# Otto Dov Kulka
Otto Dov Kulka rozený Otto Deutelbaum (16. dubna 1933 Nový Hrozenkov – 29. ledna 2021) byl izraelský historik.
Narodil se v moravské židovské rodině, jeho otcem byl historik Erich Kulka, matkou Elly Deutelbaumová rozená Kulková. Za války prošel koncentračními tábory Terezín a Osvětim. Jeho matka věznění nepřežila, otci se však podařilo se zachránit. Po válce si otec i syn na počest zesnulé matky změnili příjmení na Kulka. Roku 1949 se Otto Kulka odstěhoval do Izraele a rozšířil si jméno o hebrejské Dov. Historii studoval na Hebrejské univerzitě v Jeruzalémě, kde pak i působil jako profesor historie, také pracoval pro památník Jad vašem v Jeruzalémě. Věnoval se zejména dějinám Židů a holokaustu.